# Lapporten

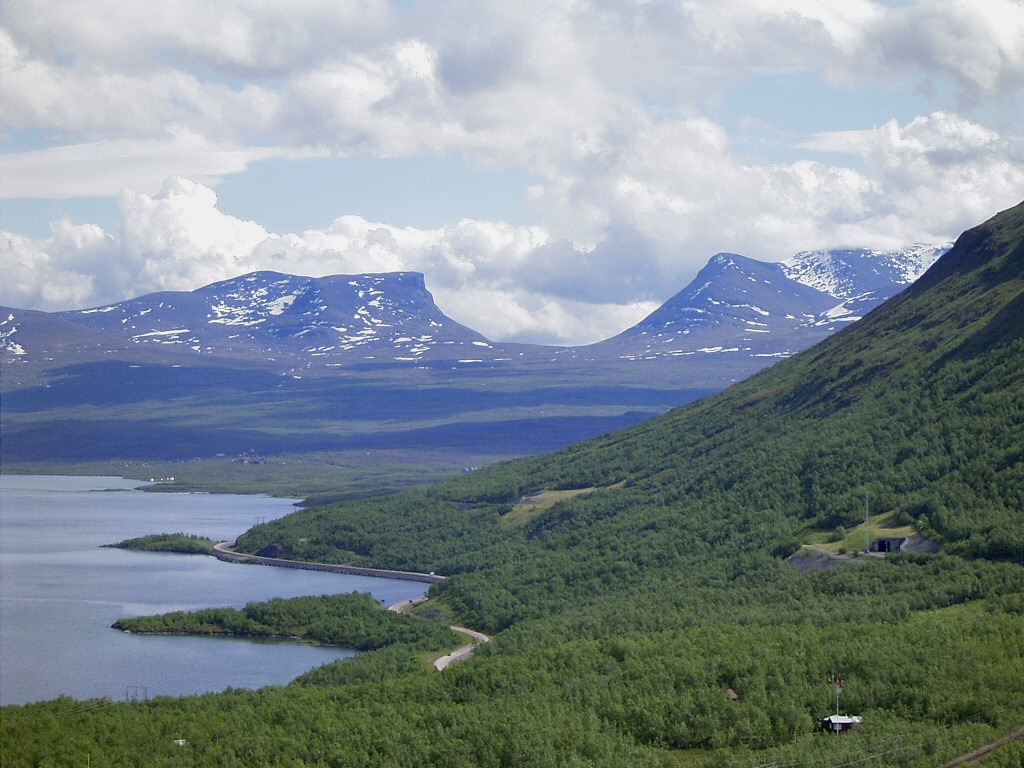
Lapporten gezien vanuit Björkliden

Lapporten (Noord-Samisch: Čuonjávággi) is een hangend U-dal in nationaal park Abisko iets ten zuidoosten van Abisko in Noord-Zweden. Het karakteristieke profiel van het dal is vanuit de wijde omgeving zichtbaar en is een van de bekendste symbolen voor Lapland. Lapporten is vrij te vertalen als 'de poort naar Lapland', Čuonjávággi daarentegen betekent 'het ganzendal'.